# ويليام تريفور
ويليام تريفور (بالإنجليزية: William Trevor)‏‏ (24 مايو 1928 - 20 نوفمبر 2016) هو روائي وكاتب قصص قصيرة أيرلندي. تُرجم من أعماله إلى اللغة العربية مجموعة قصصية بعنوان: «قاعة الرقص الرومانسية» بترجمة فاضل السلطاني. تم ترشيحه خمس مرات لجائزة البوكر وحصل على جائزة ويتبريد ثلاث مرات.

## رواياته
- مقياس السلوك - 1958
- الصبية الكبار - 1964
- المنزل الخشبي - 1965
- شقة الحب - 1966
- السيدة إيكدورف في فندق أونيلز - 1969
- الآنسة غوميز والإخوة - 1976
- أطفال دينماوث - 1976
- الماضي البعيد - 1969
- عوالم الناس الآخرين - 1980
- حمقى الثروة - 1983
- ليالي في ألكسندرا - 1987
- الصمت في الحديقة - 1988
- حياتان - 1991
- رحلة فيليسيا - 1994
- الموت في الصيف - 1998
- قصة لوسي غولت - 2002
- الحب والصيف - 2009
- الطفل الخياط

## روابط خارجية
- ويليام تريفور على موقع أرشيف الشارخ.
- ويليام تريفور على موقع IMDb (الإنجليزية)
- ويليام تريفور على موقع الموسوعة البريطانية (الإنجليزية)
- ويليام تريفور على موقع مونزينجر (الألمانية)
- ويليام تريفور على موقع ميوزك برينز (الإنجليزية)
- ويليام تريفور على موقع أول موفي (الإنجليزية)
- ويليام تريفور على موقع إن إن دي بي (الإنجليزية)
- ويليام تريفور على موقع ديسكوغز (الإنجليزية)
- ويليام تريفور على موقع قاعدة بيانات الفيلم (الإنجليزية)